# Bunchosia apiculata
Bunchosia apiculata là một loài thực vật có hoa trong họ Malpighiaceae. Loài này được Huber mô tả khoa học đầu tiên năm 1901.